# Янин, Игорь Трофимович
Игорь Трофимович Янин (12 апреля 1949, Таллин, Эстония) — российский писатель, прозаик, доктор исторических наук, первый заместитель председателя правления Союза писателей России, заместитель председателя Совета Международного Пушкинского фонда «Классика», главный редактор газеты «Гудок» в 2002—2005 годах. Заслуженный работник культуры Российской Федерации.

## Биография и творчество
Игорь Янин родился в Эстонии, однако в свидетельстве о рождении указано село Чернинское Весьегонского района Тверской области. Данное обстоятельство связано с тем, что его мать, уроженка Тверской области, вместе с новорожденным сыном навещала родственников вскоре после родов.
Трудовую деятельность начал в 15 лет учеником токаря на механическом заводе комбината «Воркутауголь». Через два года стал работать контролёром-приёмщиком и старшим техником Военного представительства №277 Министерства обороны СССР в Днепропетровске.
Окончил факультет международной журналистики МГИМО, аспирантуру института, впоследствии защитил в МГИМО докторскую диссертацию.
В 1970-1980 годах вёл репортажи с форумов: Международная конференция «Диалог: Мадрид-80», Международный семинар по разоружению в Москве, Международная конференция представителей миролюбивой общественности Европы, США и Канады, с других международных форумов. В их подготовке и проведении принимал участие в качестве консультанта Советского Комитета за Европейскую безопасность и сотрудничество. В качестве редактора и автора подготовил к выпуску пропагандистско-политологические брошюры: «От Хельсинки до Мадрида», «Угроза Европе», «Как устранить угрозу Европе», «Канун декабря: Европа перед выбором» и прочие.
С 1992 по 1999 год был первым заместителем главного редактора газеты «Гудок», с 2002 по 2005 год – главным редактором этой газеты.

## Книги
Писатель Игорь Янин является автором книг:
- «Культура против кризиса»;

- «Культура России»;

- «Правовые основы культурной политики России»;

- «Оправдание культуры или искусство жить в России»;

- «Из русской мысли о России»;

- «Энциклопедия мудрых мыслей»;

- «История крылатых слов и выражений» и других.

Янин — автор десятков статей по истории России и проблемах её культуры.

## Награды
Награждён орденом Дружбы (2003), орденом Почёта (2020); Золотой медалью Международного Пушкинского фонда «Классика», Орденом святого благоверного князя Даниила Московского Русской Православной Церкви. 
- Лауреат премии журнала «Международная жизнь» (1989);

- Лауреат Булгаковского конкурса (1995);

- Лауреат Всероссийского конкурса за лучшее журналистское произведение (1996);

- Лауреат литературной премии им. Н. М. Карамзина за отечествоведение (1998);

- Национальная премия «Имперская культура» имени Эдуарда Володина в номинации «События. Подвиги. Люди» (2011)[4];

- Заслуженный работник культуры РФ;

- Почётный железнодорожник РФ.

## Семья
Игорь Янин женат, имеет сына и дочь.